# Tortuga olivàcia
La tortuga olivàcia o tortuga de Ridley (Lepidochelys olivacea) és una espècie de tortuga marina de la família Cheloniidae, és la més petita de les tortugues marines. Habita al Pacífic oriental, amb una major concentració d'elles a les costes de Mèxic, al sud de Panamà i Colòmbia. Mesura aproximadament de 60 a 70 cm; d'adultes presenten un color verd oliva. La closca té forma de cor o arrodonida, la seva longitud mitjana en els adults, és de 67 cm, amb un pes mitjà aproximadament de 38 kg, i màxim de 100 kg, el cap és subtriangular i mitjà, la cuirassa es compon de cinc parells, amb un màxim de 6 a 9 divisions per banda, els marges són llisos, la cuirassa és fosca amb color verd oliva, amb una superfície inferior de color groc. Les tortugues olivàcies són omnívores, s'alimenten de crancs, gambes, llagostes de roca, la vegetació marina, algues, gasteròpodes, peixos i petits invertebrats, de vegades s'alimenten de meduses en aigües poc profundes. Aquestes tortugues caven nius d'uns 40 cm aproximadament on deixen al voltant de 80 ous que cobreixen amb sorra. El període d'incubació és de 42 dies però depèn de la temperatura.